# Белингсхаусеново море
Белингсхаусеново море је поларно море у јужном делу Тихог океана, уз западну обалу Антарктичког полуострва, између острва Александра Првог (Alexander I Island) и Турстон острва (Thurston Island), уз Антарктички континент. Добило је име по руском морепловцу Фабијану Готлибу фон Белингсхаусену, који га је први открио приликом свог успешног опловљавања Антарктика 1821. године. Белингсхаузен је у овом мору открио и именовао два острва именима руских царева, Александра Првог и Петра Првог.